# Wojciech Gulin
Wojciech Edward Gulin (ur. 16 września 1952 we Włocławku, zm. 5 stycznia 2020 w Warszawie) – polski psycholog, nauczyciel akademicki, doktor habilitowany nauk humanistycznych, działacz społeczny, były wojewoda włocławski i wicewojewoda łódzki.

## Życiorys
Syn Zdzisława i Antoniny. W 1978 ukończył studia na Katolickim Uniwersytecie Lubelskim. W 1990 na KUL uzyskał stopień doktora nauk humanistycznych w zakresie psychologii na podstawie przedstawionej rozprawy doktorskiej pt. Komponenty informacyjne, decyzyjne i emocjonalne empatii dzieci i młodzieży. W 2013 uzyskał stopień naukowy doktora habilitowanego nauk humanistycznych na Katolickim Uniwersytecie w Rużomberku.
W latach 1978–1997 pracował w placówkach opieki zdrowotnej w Parczewie oraz w pogotowiu opiekuńczym w Brzeziu. Był także adiunktem w Wyższej Szkole Pedagogicznej w Bydgoszczy, wykładowcą w Zespole Kolegiów Nauczycielskich we Włocławku i starszym inspektorem w Wojewódzkim Urzędzie Pracy w tym mieście.

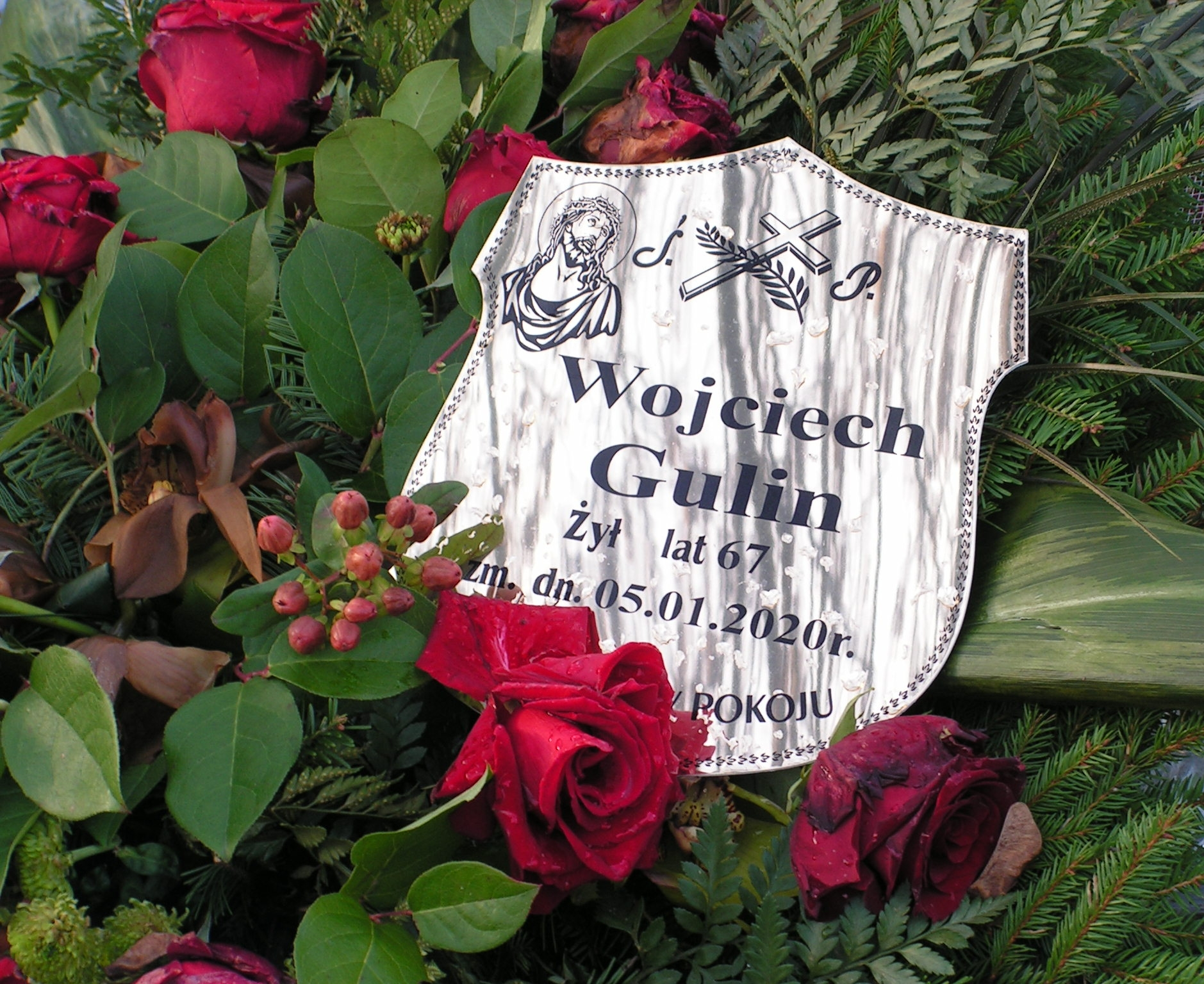
Tablica na grobie Wojciecha Gulina po jego pogrzebie

Z rekomendacji Akcji Wyborczej Solidarność w latach 1997–1998 zajmował stanowisko wojewody włocławskiego, ostatniego w historii tego województwa. Od 1999 do 2001 pełnił funkcję wicewojewody łódzkiego. Zasiadał w zarządzie głównym Porozumienia Polskich Chrześcijańskich Demokratów. Był członkiem rady naukowej przy rzeczniku praw dziecka.
W 2002 wrócił do pracy naukowej w Instytucie Psychologii Uniwersytetu Łódzkiego i Wyższej Szkole Humanistyczno-Ekonomicznej we Włocławku. W 2006 został powołany na stanowisko rektora WSHE. W latach 2008–2012 pracował w Kujawsko-Pomorskiej Szkole Wyższej w Bydgoszczy, od 2009 pełniąc w niej funkcję dziekana. Od 2012 związany z Kolegium Jagiellońskim – Toruńską Szkołą Wyższą, był jej profesorem nadzwyczajnym i prorektorem.
Zaangażował się też w działalność polityczną w ramach Platformy Obywatelskiej. Kandydował z jej listy w 2010 i 2014 do sejmiku kujawsko-pomorskiego. Współpracował z Telewizją Kujawy i Radiem Kujawy, był ekspertem z zakresu psychologii w emitowanym od 2014 programie Kwadrans z psychologiem.
W 1998 otrzymał tytuł honorowego obywatela Nieszawy.
Został pochowany na cmentarzu komunalnym we Włocławku.